# Manchester Central Library
Pour les articles homonymes, voir Manchester Central.
La Manchester Central Library est une bibliothèque située dans la ville de Manchester en Angleterre.
Dessinée par E. Vincent Harris, la bibliothèque a été construite entre 1930 et 1934, à l'ouest de St Peter's Square et elle est annexée à l'hôtel de ville de Manchester. Lors de son ouverture un critique écrit « c'est le genre de chose qui convaincrait quelqu'un que l'on peut continuer d'appliquer les standards classiques ». Son bâtiment est classée en grade II, au Royaume-Uni . De 2010 à 2014, elle a été fermée pour rénovations majeures.

## Histoire
À la suite de l'adoption de la loi sur les bibliothèques publiques de 1850, le maire de Manchester, Sir John Potter décide de faire une campagne dans le but d’acquérir un bâtiment pour y conserver des livres. La campagne s’avère être populaire et les dons de livres sont nombreux. La ville de Manchester devient en 1852, la première autorité à se doter d’une bibliothèque publique de prêt et de référence qui sera financée en totalité par la ville. La bibliothèque publique de Manchester est érigée à Campfield, au Hall of Sciences et a pour premier bibliothécaire Edward Edwards.
Dans les années 1870, la bibliothèque devenait trop petite pour le nombre de livres qui s’accumulait et a été déplacée dans l'ancien hôtel de ville. Cependant, la collection qui continuait de s'agrandir a été déplacée en 1912 dans un autre bâtiment situé à Piccadilly.

## Construction
Afin d'assurer la construction de la nouvelle extension de l'hôtel de ville qui deviendra la nouvelle bibliothèque, la ville organise un concours d’architecture. C'est l’architecte anglais  E. Vincent Harris qui remportait le concours. Il demandait la collaboration des bibliothécaires en chef, Stanley Jast et Charles Nowell pour en faire la conception en 1925. La première pierre a été posée par le Premier ministre Ramsay MacDonald le 6 mai 1930. La construction s'est effectuée de nuit pour ne pas entraver la circulation. En ce qui concerne les matériaux, l'architecte a pris soin de choisir de la pierre de Portland qui est reconnu comme étant durable et très résistante aux intempéries. La structure était faite d'acier et son sol en béton armé revêtu de pierre de Portland. La bibliothèque a été inaugurée par le roi George V le 16 juillet 1934, elle était à l’époque, la plus grande bibliothèque publique au pays. Les coûts de construction se sont élevés à 410 000 £ et le coût du terrain à 187 700£.

### Architecture
La bibliothèque possède une architecture différente de l'hôtel de ville qui elle, possède un style plus traditionnel. Harris a été influencé par le style des bibliothèques américaines pour sa conception. Néanmoins, il souhaitait quand même préserver l'extérieur qui était de style Renaissance anglaise. L’architecte avait un penchant pour l’architecture romaine, d'où la ressemblance du bâtiment avec le Panthéon de l'empereur Hadrien à Rome.

## Rénovation
En 2010, la ville de Manchester décide d’entreprendre des rénovations de grande envergure pour l’hôtel de ville, touchant notamment la bibliothèque centrale. Les objectifs principaux de la rénovation étaient l'augmentation du nombre de visiteurs, la création d’un centre régional d’archives et donner un aspect plus moderne à l'édifice. La zone visée par les rénovations couvrait 16 000m2 pour un total de 50 millions de livres sterling.
Plusieurs éléments ont été ajoutés afin de rendre l'expérience des usagers plus variée et agréable. Des escaliers contemporains et des ascenseurs vitrés panoramiques ont été ajoutés afin de permettre aux visiteurs de traverser les espaces sur chaque étage. Un espace de jeux a été conçu pour les jeunes avec des consoles de jeux vidéo ainsi qu'une bibliothèque pour les enfants. La salle de lecture qui a été restaurée avec une nouvelle acoustique réduisant l’écho est l'une des rares salles sans ordinateurs. L'ajout d'un atrium ouvert avec expositions interactives sur l'histoire de Manchester ajoute un aspect culturel et éducatif. Les usagers sont invités à se rendre au café pour y savourer des plats aux saveurs locales.
Durant les rénovations, les ouvrages étaient conservés dans une mine de sel du Cheshire. Cela permettait d'avoir le contrôle sur la température des locaux et ainsi assurer la conservation des manuscrits anciens dont certains dataient du XIIe siècle.
Après quatre années de construction, la Manchester Central Library a réouvert ses portes le 22 mars 2014.

## Collection

### Henry Watson Music Library
La bibliothèque possède une collection de renommée mondiale en ce qui concerne les manuscrits et partitions musicales.
Fondé en 1902, la Henry Watson Music Library fut créée en 1902 à partir de la collection d’ouvrages du Dr Henry Watson un organiste, chef d'orchestre et professeur de la chorale du Royal Manchester College of Music. Il prêtait régulièrement ses partitions et ouvrages à ses élèves et durant son existence avait acquis pas moins de 16 700 ouvrages, qui furent une donation au Lord Mayor Aldermen et aux citoyens de Manchester. La collection n’avait pas été classifiée, car Henry Watson connaissait l’emplacement de ses ouvrages et n’en avait pas besoin. Après son décès, les ouvrages ont été rapatriés et classifiés par le bibliothécaire de la Central Library, M.J.F Russell.
En 1947, elle intègre le deuxième étage de la Central Library de façon permanente.
La collection actuelle est composée de partitions de musique, des documents des livres sur la musique, des périodiques musicaux, des numéros historiques et éditions complètes, des CD et des instruments de musique. Il est possible d'y retrouver des ouvrages qui témoigne la vie et la carrière de Henry Watson.
La plateforme de streaming pour la musique classique se nomme Naxos Music Library. Elle regroupe plusieurs genres dans son répertoire ; musique classique contemporaine, jazz, traditionnelle, musique du monde, rock et pop. Elle compte dans sa collection pas moins de 18 000 CD et 500 y sont ajoutés chaque mois incluant les dernières sorties.